# Chrysolina zhongdiana
Chrysolina zhongdiana es un coleóptero de la familia Chrysomelidae.
Fue descrita científicamente en 1984 por Chen.